# Silvio Rodríguez
Silvio Rodríguez Domínguez (San Antonio de Los Baños, 29 de novembro de 1946) é um músico, compositor, poeta e cantor cubano.
Expoente da música cubana surgida com a Revolução Cubana, Silvio é um dos cantores cubanos contemporâneos de maior relevo internacional, criador juntamente com Pablo Milanés, Noel Nicola, Vicente Feliú e outros músicos do movimento da Nova Trova Cubana. Considerado um poeta lúcido e inteligente, capaz de sintetizar o intimismo e os temas universais com a mobilização e a consciência social.

## Biografia

### A infância
Silvio Rodríguez Domínguez, filho de Argelia e Dagoberto, nasceu a 29 de Novembro de 1946 na vila de San Antonio de los Baños (Cuba). Aos cinco anos, a família muda a residência para a capital, Havana. Lá recebe gratuitamente, aos sete anos, aulas de piano, graças a Margarita Pérez Picó. Com a idade de apenas dez anos, os pais divorciam-se e a mãe leva-o com a irmã de volta à vila natal deles, até regressarem a Havana em 1958, e 2 anos depois sua mãe se suicida.

### Juventude
Em 1964, incorpora-se à tropa, onde vai começar a tocar viola e compor canções durante os tempos livres como meio de combater o aborrecimento. Dessa época são conhecidas composições como "El Viento Eres Tú", "Y Nada Más", "La Canción de la Trova" ou "Quédate". Forma ainda um dueto com Luís López, que tocava guitarra eléctrica. Logo vai começar a escrever artigos jornalísticos e poemas para diversas revistas. Em 1967, Mario Roemu, pai de uma amiga de Silvio, encoraja-o para se apresentar no programa de televisão "Música y Estrellas", e faz-lhe alguns arranjos de "Sueño del Colgado y la Tierra" e "Quédate", as canções que iria interpretar. É nesses anos que começa a actuar a solo ou como artista acompanhante de César Portillo de la Luz (autor do conhecido bolero "Contigo en la Distancia"), e entra na Casa de las Américas, organização cultural dirigida por Haydée Santamaría, onde coincidiu com outros cantores de intervenção como Pablo Milanés ou Noel Nicola.
À morte do Che Guevara, Silvio compõe com sons rockeiros "La Era Está Pariendo un Corazón" e "Fusil contra fusil", canções que em 1968 iria incluir no seu disco colectivo "Hasta la Victoria Siempre". Também iria começar nessa altura a aparecer como artista principal no programa de televisão "Mientras tanto", que no fim-de-ano foi retirado da emissão após ter Silvio elogiado os Beatles. No ano seguinte (1969), foi como trabalhador no barco pesqueiro Playa Girón, navegando durante quase cinco meses pelo Oceano Atlântico e as costas africanas (aportando nas Canárias e Senegal). Durante a singradura, compõe 72 canções ao todo, muitas delas conhecidas, como "Ojalá", "Playa Girón", "Boga, Boga", "Jerusalén Año Cero", "Cuando Digo Futuro" e "Al Final de Este Viaje en la Vida", que muitos anos depois serão editadas no livro de poesia Canções do Mar.
A inícios dos anos setenta, junto a Pablo Milanés e outros que mais tarde iriam fazer parte da Nova Trova, integra o Grupo de Experimentação Sonora do ICAIC (GESI), que se encarregaria de gravar trilhas sonoras para filmes e documentários cubanos diversos. Recebe uma completa educação musical graças a vultos reconhecidos como o compositor e guitarrista Leo Brower. O GESI investigaria e fusionaria elementos da música tradicional cubana e brasileira, o rock, o jazz, a música clássica, a música electrónica, o happenin, o fenómeno beat, etc... resultando em sons originais. Desta altura são algumas gravações como "Fusil contra fusil", "El Papalote", "Cuba Va" (um curioso rock cantado junto a Pablo Milanés e Noel Nicola), "De la Ausencia y de Ti", "Velia", "El Mayor", "Granma" (obra colectiva), "Oveja Negra", "Si Tengo un Hermano", etc. Estas canções iriam ser editadas, anos mais tarde, em discos como "Los Tres del Gesi", "Cuando Digo Futuro" ou "Memorias".
Em 72, faz uma tourné pela Alemanha e o Chile, onde partilha cenário com Isabel Parra (filha de Violeta) e Víctor Jara (que morreria assassinado no ano seguinte após o golpe militar de Pinochet). Nesse ano decorre em Havana o Encontro de Música Latino-americana. No final do ano, a 1 de Dezembro, Silvio, Pablo e outros novos cantores cubanos, a maior parte ligados ao GESI (Noel Nicola, Eduardo Ramos, Augusto Blanca, Pedro Luís Ferrer, Santiago Feliú, Vicente Feliú, Sara González, Pancho Amat - que anos depois faria parte do conjunto de Juan Perro, etc.), unem-se para constituírem a Nueva Trova Cubana, dedicando-se a procurar novos trovadores por toda a ilha. 
Já em 74, organiza-se na Repúblia Dominicana o Festival Internacional de Cantores Sete Dias com o Povo, ao qual assistiu uma delegação cubana composta por Silvio e Noel Nicola. Outros artistas participantes desse evento seriam Mercedes Sosa, Los Guaraguao, Danny Rivera, Roberto Darkin, Pi de la Serra, Guadalupe Trigo e Expresión Joven, entre outros. Foi a primeira vez que Silvio cantou perante um estádio lotado de público.
No ano seguinte, grava o seu primeiro LP, Días y Flores, acompanhado pelos músicos do GESI e da Orquestra EGREM. Na Espanha de Franco o disco mudou o nome para "Te Doy una Canción", devido à proibição governativa da canção que dava título ao disco e de "Santiago de Chile"). Especial destaque para as canções "Pequeña Serenata Diurna", com ares de bossa nova brasileira, "Yo Digo que las Estrellas" e a surrealista "Sueño con Serpientes". O uruguaio Daniel Viglietti gravaria também um disco com o GESI.
Em 1976, Silvio alista-se como membro da "brigada artística" para ir junto das brigadas internacionalistas cubanas para a guerra de Angola. Após ter feito "Testamento" (depois gravado no disco Rabo de Nube), parte para esse país, onde compõe, entre outras, "Canción para Mi soldado", "Pioneros" e "La Gaviota".
Ao regresso, faz um tourné por Espanha, onde gravaria acompanhado apenas da sua viola o disco Al Final de Este Viaje, onde cantava algumas das suas primeiras canções (algumas delas já gravadas com o GESI e editadas em discos compilatórios), tais como "Ojalá", "La Era Está Pariendo un Corazón", "Canción del Elegido" e "Óleo de Mujer con Sombrero" (pertencente a uma tetralogia pictórica de que só iria ser conhecida esta "Óleo..."). O seu seguinte disco, em 1979, também seria só com viola, embora já com uma técnica mais madura; intitulou-se Mujeres e incluiu obras como "Adónde Van", o humorístico "Cierta Historia de Amor" e "Qué Hago Ahora (¿Dónde Pongo lo Hallado?)".
No fim da década de setenta viaja pela primeira vez aos Estados Unidos, cantando junto a Pete Seeger, e a seguir à Dinamarca e Noruega. A partir dessa altura, começaria a fazer tournés pela América Latina toda e pela Península Ibérica. Em 1980, gravou Rabo de Nube I (embora o segundo volume já nunca chegaria a ser gravado), onde combinava elementos acústicos com teclados e sintetizadores. O disco incluía a colaboração da irmã de Silvio, Anabel López, na canção "Te Amaré" e de Yanela Lojos na harpa de "Rabo de Nube". O disco incorporava ainda canções como "Vamos a Andar", "Fábula de los Tres Hermanos" e "Testamento", que termina com uma curiosa côdea instrumental. Em 1981, durante um concerto em Saragoça (Aragão), a polícia irrompe no cenário e despeja o local disparando gases lacrimogénios.

### Na década de oitenta "as fronteiras beijam-se e ficam ardentes"
Em 1982, gravou Unicornio, que incluía a canção do mesmo título e que posteriormente iria converter-se na possivelmente mais famosa de Silvio. O disco, com uma orquestração mais rica do que a anterior, incluía ainda a "Canción urgente para Nicaragua", uma homenagem à Revolução Sandinista de 1979, "Por Quien Merece Amor", uma crítica aos EUA e um canto à solidariedade internacionalista cubana, "La Maza" (com ritmo de chacarera argentina) e outros títulos de temática diversa. Na tourné estaria acompanhado por Pablo Milanés e mais três músicos.
O concerto na Argentina, com a colaboração de músicos como León Gieco ou Piero, seria editado posteriormente em disco. Em 1983, colobora no disco do espanhol Luis Eduardo Aute Entre Amigos. No ano seguinte, grava o disco triplo "Tríptico Volume I", acompanhado de EGREM, antigos músicos do GESI, e as cordas da Camerata Brindis de Salas, com colaborações como Anabel López, Pablo Milanés, Pancho Amat ou o conjunto Manguaré. Ainda em 83, participa com dois títulos no trabalho colectivo já mítico gravado em Manágua em apoio da Revolução Sandinista: "Abril en Managua. Concerto da paz na Centro-América"; um grande concerto em que participam artistas do panorama revolucionário latino-americano como Gabino Palomares e Amparo Ochoa (México), Ali Primera (Venezuela), Mercedes Sosa (Argentina), Luís Enrique e Carlos Mejía Godoy & Los de Palacagüina (Nicarágua), Chico Buarque e Raimundo Fagner (Brasil), Daniel Baglietti (Uruguai), etc. Silvio cantou nessa tarde memorável "El Dulce Abismo" e "Canción Urgente para Nicaragua".
Em 1985, colabora no disco Querido Pablo, onde Pablo Milanés dá uma vista de olhos às suas velhas músicas, com novos arranjos e colaborações de velhos amigos, cantores e escritores. No mesmo ano, começa uma tourné com o grupo Afrocuba, dirigido por Oriente López, e com mais de uma dezena de músicos. Com eles, grava em 1986 em Madrid (Espanha) o disco duplo "Causas y Azares", com canções como "Te Conozco", "Sueño de una Noche de Verano" (rock), "Canción en Harapos" (crítica de hipocrisia e a acomodação pequeno-burguesa), "Requiem" (triste canção de desamor) e a energética "No Hacen Falta Alas".
Em 1988, entre Londres e Havana, grava Oh, Melancolía, também disco duplo, com títulos como o feminista "Eva", "Jerusalén Año Cero", leitura revolucionária da figura de Jesus Cristo, "En el Jardín de la Noche" (homenagem à Lua e às viagens espaciais) e "El Extraño Caso de las Damas de África". 
Já em 1990, Silvio faz uma tourné com o mítico grupo cubano Irakere e com o pianista Chucho Valdés. Após o fim da ditadura militar chilena, viaja com o seu grupo a esse país e dá um concerto no Estádio Nacional de Santiago, perante 80.000 pessoas. Desse concerto iria ser editado um disco triplo (e CD duplo) em que aparecem títulos nunca antes gravados em estúdio, como "Venga la Esperanza" ou "El Hombre Extraño", dedicada ao cantor chileno Víctor Jara.

### A década de noventa, a trilogia Silvio Rodríguez Domínguez
Em 1992 fez uma tourné com Diákara (músicos de Afrocuba e Irakere e começa a gravar um disco que ainda não foi publicado. Nessa altura é que principia a apoiar músicos da chamada Novíssima Trova Cubana, como Carlos Varela, e colabora em discos de diversos artistas e grupos, tais como Taller Canario.
Em 1992 é publicado o disco Silvio, primeiro de uma trilogia (a seguir tetralogia, com Descartes) de partida só com viola. Seguir-se-ão Rodríguez (1994) e Domínguez (1996). Esses discos, com grande sucesso entre o público, incluem temas como "Quién Fuera", "La Guitarra del Joven Soldado" (a lembrar a sua juventude), o swing "La Desilusión", "Escaramujo", que tem uma versão a cargo do grupo coral cubano Vocal Sámpling), "Flores Nocturnas" (um canto às prostitutas), "Desnuda y con Sombrilla", (um original tema erótico), "Ala de Colibrí", "Canción del Trovador Errante" (totalmente falado sobre um fundo electrónico), "Me Quieren" (tema engraçado dedicado aos seus "inimigos"), ou "Reino de Todavía" (sobre a situação actual entre Cuba e os Estados Unidos). Esta trilogia tem quase só viola (com algumas pitadas de percussão manual e "natural", além de ligeiros elementos electrónicos em Domínguez, em que iriam colaborar a mãe e a irmã Anabel), foi completada com Descartes, de menor difusão, com temas destacados como Rosana. Em 93, grava com o espanhol Luís Eduardo Aute o disco ao vivo Mano a Mano.
Já no fim da década, em 1999, editou com o guitarrista Rey Guerra o disco Mariposas, em que colaborou a companheira de Silvio, Niurka González, que toca flauta em dois temas. Disco não tão bem sucedido como os anteriores, incluiu temas como "Olivia", "Viñeta" e "Sin Hijo ni Árbol ni Libro".

### No Século XXI, a barbárie
Após um período sem tournés, deu-se à tarefa de compor e arranjar o seu próximo disco, desta vez orquestrado. Intitulado Expedición, foi editado em 2002, contando com a participação de membros da Orquestra Nacional de Cuba, alguns dos músicos habituais na discografia de Silvio, incluída a irmã Anabel López, Pancho Amat, Niurka González, Yanela Lojos, etc, estudantes de música e membros do conjunto Diákara. Inclui canções como "Tiempo de Ser Fantasma", "Sortilegio", "Fronteras" o "Anoche Fue la Orquesta".
Cita con Ángeles, de 2003, com canções compostas nessa altura, é um disco de importante compromisso político, com denúncias contra o imperialismo e a guerra contra o povo Iraquiano ("Sinuhé"), mensagens contra Bush, Tony Blair e Aznar, e referências ao 11 de Setembro. O disco foi dedicado à sua filha Malva e ao seu neto Diego, recém-nascidos no momento em que o disco era gravado. 
Em 2006, Érase que se Era, compilação de canções de etapas muito recuadas na sua carreira musical (entre 1968 e 1970), voltadas a gravar para a ocasião.
Tendo o seu principal público nos países de fala espanhola, talvez a Galiza seja o país lusófono em que tenha actuado em mais ocasiões, contando com um público numeroso e fiel. A sua última actuação na Galiza foi, por enquanto, em Agosto de 2006, quando protagonizou um concerto em apoio ao povo galego, que acabava de enfrentar um terrível Verão de fogos florestais que arrasaram boa parte do país. Um emocionante concerto na cidade de Ponte Vedra, em que Silvio começou com um grito solidário de "Viva a Galiza!" e continuou com uma viagem através de alguns dos mais conhecidos trabalhos musicais da sua já longa carreira de arte e compromisso.
Em 2010 publica o disco "Segunda Cita" (Segundo encontro), que inclui a canção "Sea, señora", uma homenagem às conquistas da Revolução Cubana, mas que pede uma evolução, sem, é claro, esquecer-se de seus princípios socialistas.

## Discografia
Existem variações desta discografia em função de diversas causas: chancela discográfica, editoras, censura, etc, tendo sido alterados alguns discos, títulos e capas. Contudo, podemos dizer que esta é aproximadamente a discografia original: 
- Días y flores (1975)
- Cuando digo futuro (1977)
- Al final de este viaje (1978)
- Mujeres (1979)
- Rabo de nube (1980)
- Unicornio (1982)
- Silvio Rodríguez y Pablo Milanés en vivo en Argentina (1984)
- Tríptico (álbum) (triplo LP, 1984)
- Causas y azares (1986)
- Árboles (com Roy Brown y Afrocuba) (1987)
- Oh melancolía (1988)
- Silvio Rodríguez en Chile (1990)
- España y Argentina en vivo (1990)
- Silvio (1992)
- Mano a mano (com Luis Eduardo Aute) (1993)
- Rodríguez (1994)
- Domínguez (1996)
- Descartes (1998)
- Mariposas (com Rey Guerra) (1999)
- Expedición (2002)
- Cita con ángeles (2003)
- Érase que se era (2006)
- Segunda cita (2010)
- Amoríos (2015)
- Para la espera (2020)

### Discografia especial
Para além dos discos oficiais, em numerosos países de fala espanhola circulam discos próprios com compilações, versões ou edições que não se acham na discografia oficial.
- Pluma en ristre (EP) (1969)
- Antología (1978)
- Memorias (1987)
- Canciones urgentes (1991)
- Silvio autobiográfico (1992)

### Tributos
- Directo (de Silvio a la Carta) (2003)
- Te doy una canción (de vários artistas) (2007)
- Música libre (de Los Bunkers) (2010)